# 京都府立東舞鶴高等学校
京都府立東舞鶴高等学校（きょうとふりつ ひがしまいづるこうとうがっこう）は、京都府舞鶴市字泉源寺に所在する府立の高等学校。同市字溝尻に夜間定時制普通科単独校舎の浮島分校を設置している。

## 設置学科
本校（全日制課程）
- 普通科
  - 未来探求コース
  - 特進国際コース

浮島分校（夜間定時制課程）
- 普通科

## 沿革
- 1940年（昭和15年）2月 - 京都府立東舞鶴中学校と京都府立東舞鶴高等女学校の設置認可
- 1940年（昭和15年）4月 - 京都府立東舞鶴中学校と京都府立東舞鶴高等女学校が開校
- 1940年（昭和15年）6月 - 京都府立東舞鶴中学校と京都府立東舞鶴高等女学校の合同開校祝賀式挙行(新舞鶴小学校講堂において)
- 1941年（昭和16年）4月 - 東舞鶴市立実科高等女学校が開校
- 1943年（昭和18年）4月 - 東舞鶴市立実科高等女学校東舞鶴市立東舞鶴高等女学校と改称
- 1943年（昭和18年）6月 - 京都府立東舞鶴中学校が京都府立舞鶴第二中学校、京都府立東舞鶴高等女学校が京都府立舞鶴第二高等女学校に改称
- 1948年（昭和23年）4月 - 学制改革により、京都府立舞鶴第二中学校、京都府立舞鶴第二高等女学校及び舞鶴市立中舞鶴高等女学校を廃止し、それぞれ京都府立東舞鶴高等学校、京都府立東舞鶴女子高等学校及び舞鶴市立中舞鶴女子高等学校を設置
- 1948年（昭和23年）10月 - 京都府立東舞鶴高等学校、京都府立東舞鶴女子高等学校及び舞鶴市立中舞鶴女子高等学校を統合し、あらためて京都府立東舞鶴高等学校を設置

## 校歌
- 葭田義勝作詞（本校第4回卒業生）昭和27年2月22日制定／石桁真礼生作曲

## 特色
- 通称は「東舞」（とうまい）。舞鶴市内では「東高」（ひがしこう）と呼ばれることが多い。
- 2023年度卒業生の大学進学率は44%である。
- 2023年度卒業生の専門学校進学率は37.3%である。
- 文系国際文化コースでは2年次での研修旅行では海外研修を、3年次になると田植えと稲刈りなどを体験できる。
- 全校生徒の約9割が自転車通学。隣接区域の福井県嶺南西部[注釈 2]や綾部市などから通学してくる生徒もいる。
- 京都府立高校唯一スクールバスを自主運営している。
- ボート部は創部20年余りでインターハイ常連校のひとつになった。
- 通学距離が10kmを超える生徒は2年次から通学に原動機付自転車の使用を許可される。
- 1階に自転車置場がある校舎もあるため、本来なら3階建てのはずが4階建て状態になっている。
- 普通自動車免許は就職内定後に、学校に申請し、許可が下りないと取得できない。
- アルバイトは原則禁止。長期休業前に届け出れば許可される。学期中のアルバイトも事情によっては許可される。
- 平成26年度より制服が刷新された。

## 最寄駅
- 本校、分校ともにJR舞鶴線・小浜線：東舞鶴駅（ただし駅より自転車で10分程度）
- 「東高口」というバス停はあるが近くを通る高浜行が1日に数本しかないため、雪が多い冬は学校から一番近いバス停から歩くしかない。

## 著名な卒業生
- 二谷英明（俳優）
- 小谷昌（元京浜急行電鉄社長、元日本民営鉄道協会会長、元横浜新都市センター社長）
- 坂中英徳（法務官僚、外国人政策研究所所長）
- 井上琢智（経済学者、関西学院大学学長）
- 神﨑護（生態学者、京都大学名誉教授、日本熱帯生態学会会長）
- 櫻木博（実業家、株式会社トマトアンドアソシエイツ創業者）
- 岡本郭男（ドラマー、スタジオ・ミュージシャン）
- 井上一徳（衆議院議員、元防衛省大臣官房審議官兼情報本部副本部長）
- 日出郎（タレント）
- 石原立也（京都アニメーション取締役）
- 小原舞（元衆議院議員、京都府議会議員）
- 杉山直久（阪神タイガース投手）
- 大平祥生（アイドル、JO1メンバー）[要出典]